# Guarapo

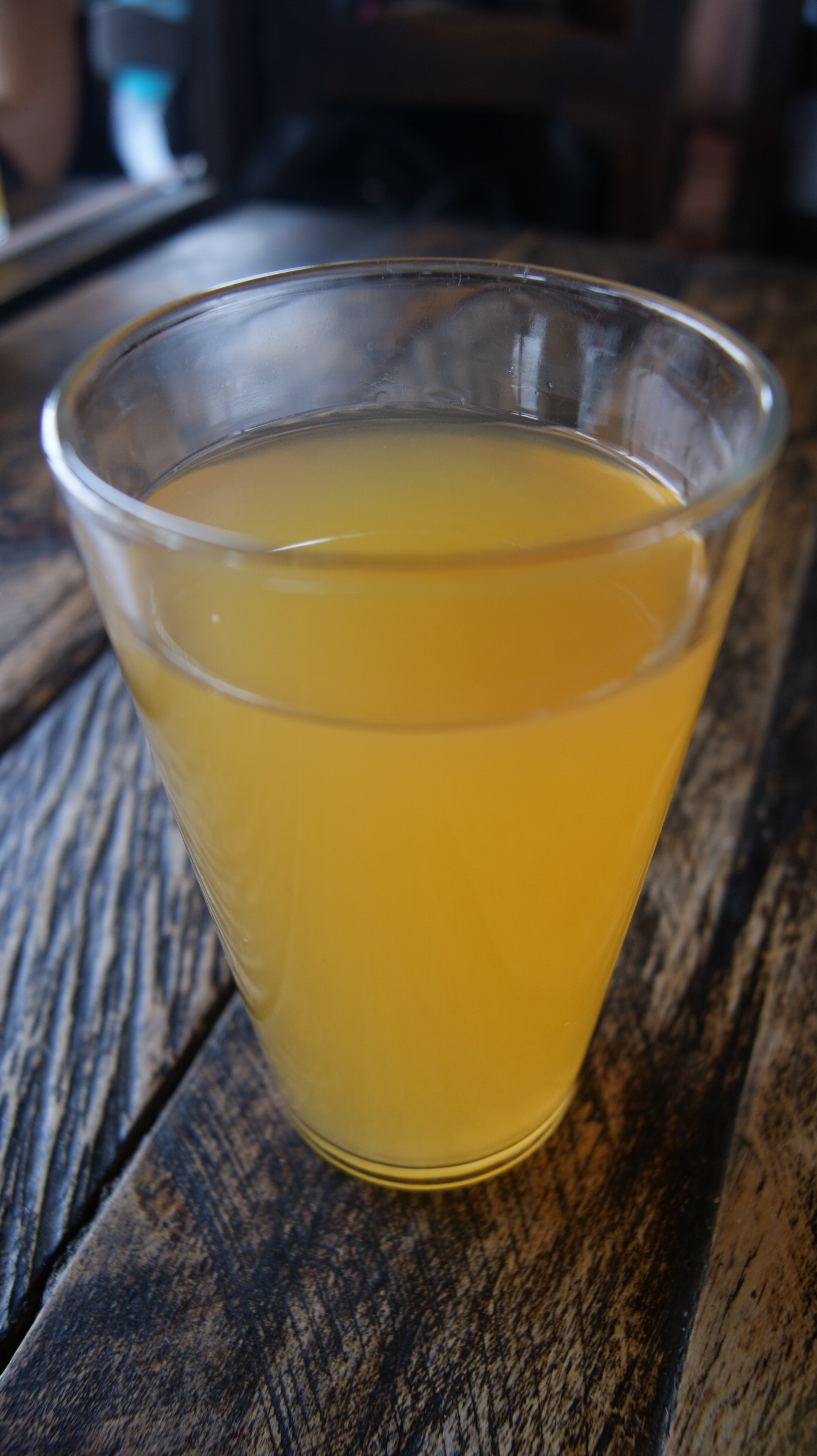
Guarapo venezuelano, non fermentato, ottenuto da canna da zucchero

Il guarapo (dal quechua warapu) è una bevanda ottenuta dal succo della canna da zucchero, fermentato o non fermentato.
Viene consumato come bevanda in molti luoghi, soprattutto dove la canna da zucchero è coltivata a livello commerciale, come il sudest asiatico, il subcontinente indiano, il Nord Africa e l'America Latina.